# Films américains sortis en 1910
Listes de films américains
- 1906
- 1907
- 1908
- 1909
- 1910
- 1911
- 1912
- 1913
- 1914

Liste (non exhaustive) de films américains sortis en 1910.  
| Titre                          | Réalisateur      | Distribution                                                       | Genre        | Notes                                                         |
| ------------------------------ | ---------------- | ------------------------------------------------------------------ | ------------ | ------------------------------------------------------------- |
| Abraham Lincoln's Clemency     | Theodore Wharton | Leopold Wharton                                                    |              |                                                               |
| A Christmas Carol              | J. Searle Dawley | Marc McDermott, Charles Ogle                                       |              |                                                               |
| Frankenstein                   | J. Searle Dawley | Augustus Phillips, Charles Ogle, Mary Fuller                       |              | Première adaptation au cinéma du Frankenstein de Mary Shelley |
| The Fugitive                   | D. W. Griffith   | Kate Bruce, Edward Dillon                                          | Drame        |                                                               |
| Gentleman Joe                  |                  | Harry Carey                                                        |              |                                                               |
| The House with Closed Shutters | D. W. Griffith   | Henry B. Walthall                                                  | Drame        |                                                               |
| In Old California              | D. W. Griffith   | Frank Powell, Arthur V. Johnson, Marion Leonard, Henry B. Walthall | Mélodrame    | Premier film tourné à Hollywood, Los Angeles, Californie      |
| In the Border States           | D. W. Griffith   | Charles West                                                       | Drame        |                                                               |
| A Lad from Old Ireland         | Sidney Olcott    | Sidney Olcott, Gene Gauntier, Thomas O'Connor                      | Drame        |                                                               |
| Pride of the Range             | Francis Boggs    | Tom Mix                                                            |              | Premier rôle à l'écran de Hoot Gibson                         |
| Ramona                         | D. W. Griffith   | Mary Pickford, Henry B. Walthall                                   | Drame        |                                                               |
| Roosevelt in Africa            | Cherry Kearton   | Theodore Roosevelt                                                 | Documentaire |                                                               |
| The Sanitarium                 |                  | Fatty Arbuckle                                                     | Comédie      |                                                               |
| The Two Brothers               | D. W. Griffith   | Arthur V. Johnson                                                  | Western      |                                                               |
| The Unchanging Sea             | D. W. Griffith   | Arthur V. Johnson                                                  | Drame        |                                                               |
| What the Daisy Said            | D. W. Griffith   | Clara T. Bracy, Mary Pickford, Mack Sennett                        |              |                                                               |
| The Wonderful Wizard of Oz     | Otis Turner      | Bebe Daniels                                                       |              | Adaptation du Magicien d'Oz                                   |